# Panolis beltes
Panolis beltes är en fjärilsart som beskrevs av Pieter Cramer 1782. Panolis beltes ingår i släktet Panolis och familjen nattflyn. Inga underarter finns listade i Catalogue of Life.